# Regione di Lindi
La regione di Lindi è una regione della Tanzania, con capoluogo Lindi. È una delle aree meno popolate del paese.

## Distretti
La regione è divisa amministrativamente in sei distretti:
- Lindi urbano
- Lindi rurale
- Kilwa
- Liwale
- Nachingwea
- Ruangwa